# نشانه‌های زیروزبری

حرکت حرفِ A در پین‌یین، نشان‌دهندهٔ نواخت

نشانه‌های زیروزِبَری نوعی از علائم نگارشی هستند که بالا، زیر یا کنار یک حرف قرار می‌گیرد تا نحوهٔ تلفظ آن را مشخص کند.
کاربردهای نشانه‌های زیروزبری:
- تغییر کامل تلفظ حرف: مانند  ‹ä› ،‹ö› و ‹ü›  در زبان آلمانی
- تعیین طولِ تلفظ: مانند اکسانِ تیز و اکسانِ کند در زبان فرانسوی
- تعیین طولِ مصوت: مانند خطوط کوتاه و بلند بالای Ó، Ő، Ú، Ű و دیگر مصوت‌ها در زبان مجاری
- تعیین محلِ تأکیدِ کلمه: مانند اکسانِ تیز در زبان‌های رومی‌تبار (نمونه از اسپانیایی: Gaudí، Álvarez, Cádiz, Martínez, García Márquez)
- تعیینِ نواخت صدا در زبان‌هایِ نواخت‌بَر: مانند زبان ماندارینِ استاندارد و ویتنامی
- جداگانه تلفظ کردنِ حروف: مانند ترِما در زبان‌های هلندی، آفریقایی، فرانسوی، اسپانیایی و یونانی

گاه نشانه‌های زیروزبری برای تلفظ ضروری نیست و فقط به دلایل ریشه‌شناسی استفاده می‌شود، مانند اکسان خمیده در کلمه فرانسویِ maître.
گاه برای تشخیصِ هم‌نگاشت‌ها از نشانه‌های زیروزبری استفاده می‌شود، مانند اکسانِ کند در کلماتِ فرانسویِ ou (یا) و où (کجا).
در خط عربی حرکات فَتحه،کَسره ضَمّه(ــَـ، ــِـ ، ــُـ ) و سکون(ــْ) یا تنوین(ـًـ، ــٍ، ـُـ ) استفاده می‌شود که به این امر، اِعراب‌گذاری در نحو عربی به تغییر حرکت آخرین حرف کلمه گفته می‌شود  می‌گویند و از نظر تعریف و کاربرد با تعریف نشانه‌های زیروزبری در زبان‌شناسی تفاوت دارد.
و در الفبای عبری که آن نیز یک زبان سامی است از نقطه‌گذاری بهره میگیرند.
پاره‌ای از نشانه‌های زیروزبری الفبای لاتین عبارت هستند از:
- ماکرون
- ماکرون پایین
- اکسان اگو
- اکسان گراو
- اکسان اگوی دوتایی
- اکسان گراو دوتایی
- هَشتَک
- هفتک
- نقطه
- دونقطه
- حلقه
- بریو
- مَدّک
- آپاستروف
- ویرگول
- کروشه بالا
- سِدیل
- اگنک

## کاربرد در نویسه‌گردانی
یکی از موارد کاربرد حرکات در لاتین، نویسه‌گردانی خط‌های غیرلاتین به این خط است. برای نمونه، در نویسه‌گردانیِ زبان عربی به لاتین، از حروف ṣ, ṭ, ẓ, ḥ, ḍ (به‌ترتیب از چپ نمایانگرِ «ص»، «ط»، «ض»، «ح» و «ض») برای نشان‌دادن مخارج حروف ویژهٔ این زبان بهره می‌برند. یا برای نشان‌دادن نواخت در پین‌یین (الفبای استانداردی برای نویسه‌گردانی چینی استاندارد به لاتین) از ā, á, ǎ, à استفاده می‌شود.